# Обединский, Евгений Александрович
Евгений Александрович Обединский (укр. Євген Олександрович Обединський; 12 октября 1983, Жданов, Донецкая область — 17 марта 2022, Мариуполь, Донецкая область) — украинский ватерполист. Сын и ученик Александра Обединского.

## Биография
Играл под руководством своего отца в ватерпольном клубе «Ильичёвец» из Мариуполя. Был 13-кратным чемпионом Украины в составе клуба, многолетний капитан национальной сборной Украины по водному поло.
После завершения карьеры игрока тренировал детскую команду в Керчи.
Погиб в ходе обороны Мариуполя во время российского вооружённого вторжения на Украину: по сообщению отца спортсмена, был убит осколком на балконе своего дома. Оставшаяся сиротой 12-летняя дочь спортсмена была вывезена в Донецк, получив по дороге несколько ранений.